# Biblia Kriol
Biblia Kriol – tłumaczenie Biblii na australijski kreolski język kriol.

## Historia
Orait, longtaim wen God bin stat meigimbat ebrijing, nomo enijing bin jidan. Imbin jis eniwei, nomo garram enijing. Oni strongbala woda bin goran goran ebriwei, en imbin brabli dakbala, en det spirit blanga God bin mubabat ontop langa det woda

Wywodzący się z pidżynu język kriol jest najpowszechniej używanym językiem australijskich Aborygenów. Językiem kriol, jako pierwszym językiem, w Australii mówi ponad 30 tysięcy osób.
Kriolska Biblia została opublikowana przez australijski Kościół anglikański 5 maja 2007. Tłumaczenie na kriol trwało ponad 30 lat. Biblia nie została przetłumaczona dosłownie, wiele fragmentów zostało przystosowanych kulturowo dla aborygeńskich czytelników, na przykład Psalm 23 o pasterzach chroniących ich owce, w wersji kriolskich mówi o stockmanie pilnującym bydła. Innym przykładem jest zdanie „On rzekł: Będziesz miłował Pana, Boga swego, całym swoim sercem” (Łukasz 27), w którym zamiast słowa „serce” musiano użyć słowa „wnętrzności”, aby miało ono odpowiednie kulturowo znaczenie.